# Argentine (Métro Paris)

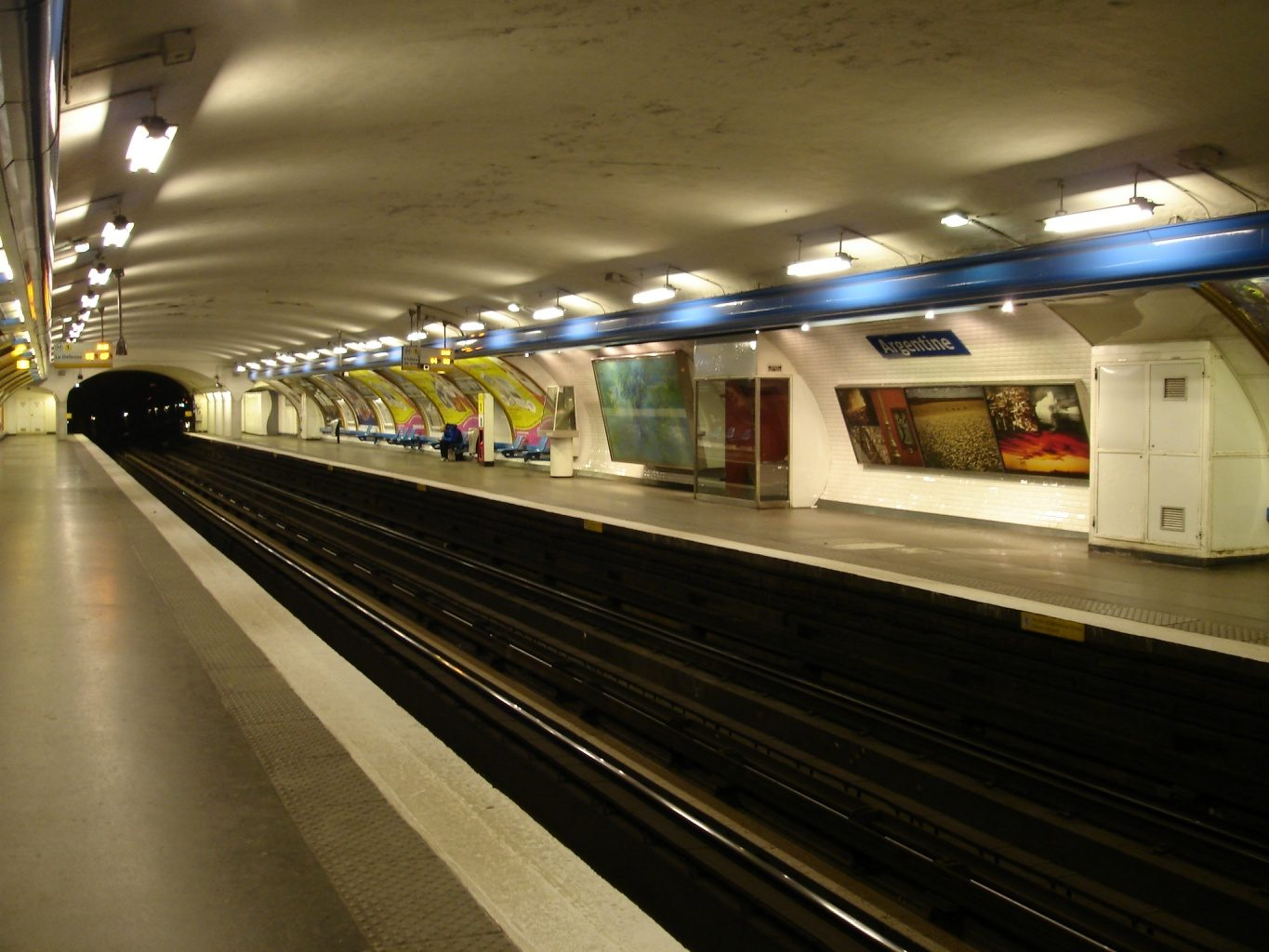
Station vor dem Einbau der Bahnsteigtüren, 2006

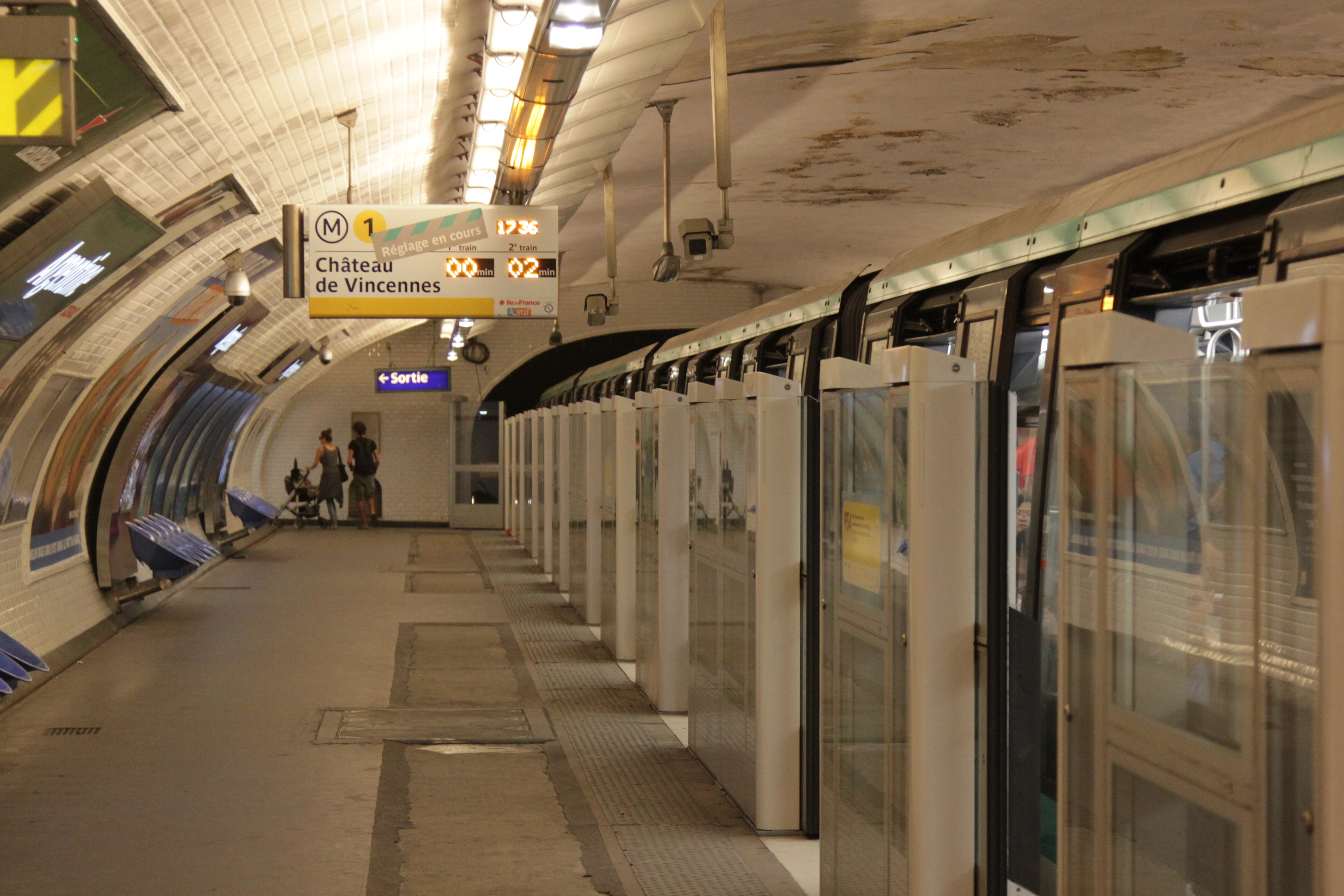
Bahnsteig mit Bahnsteigtüren und haltendem Zug der Baureihe MP 05

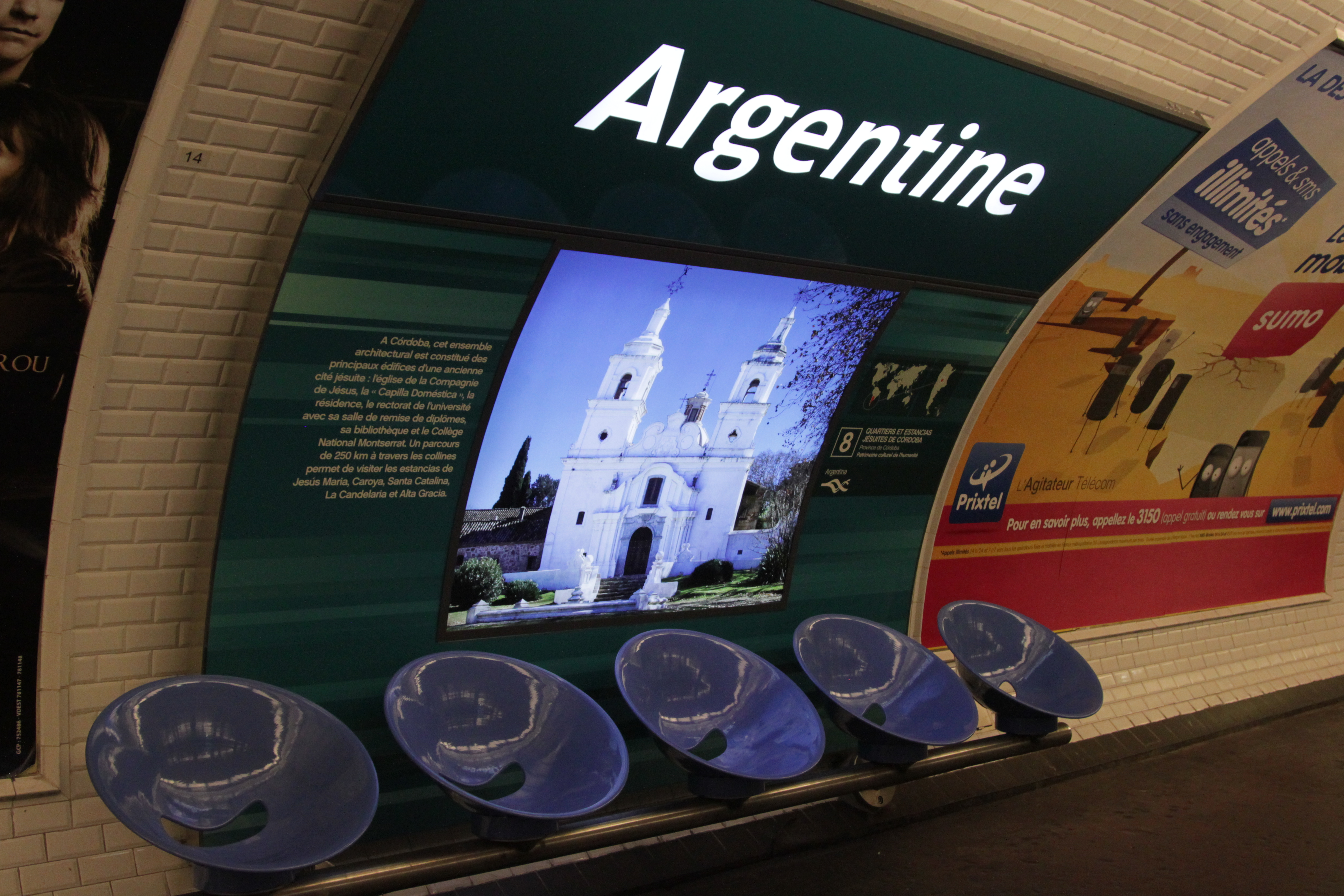
Stationsschild mit integrierter Schautafel

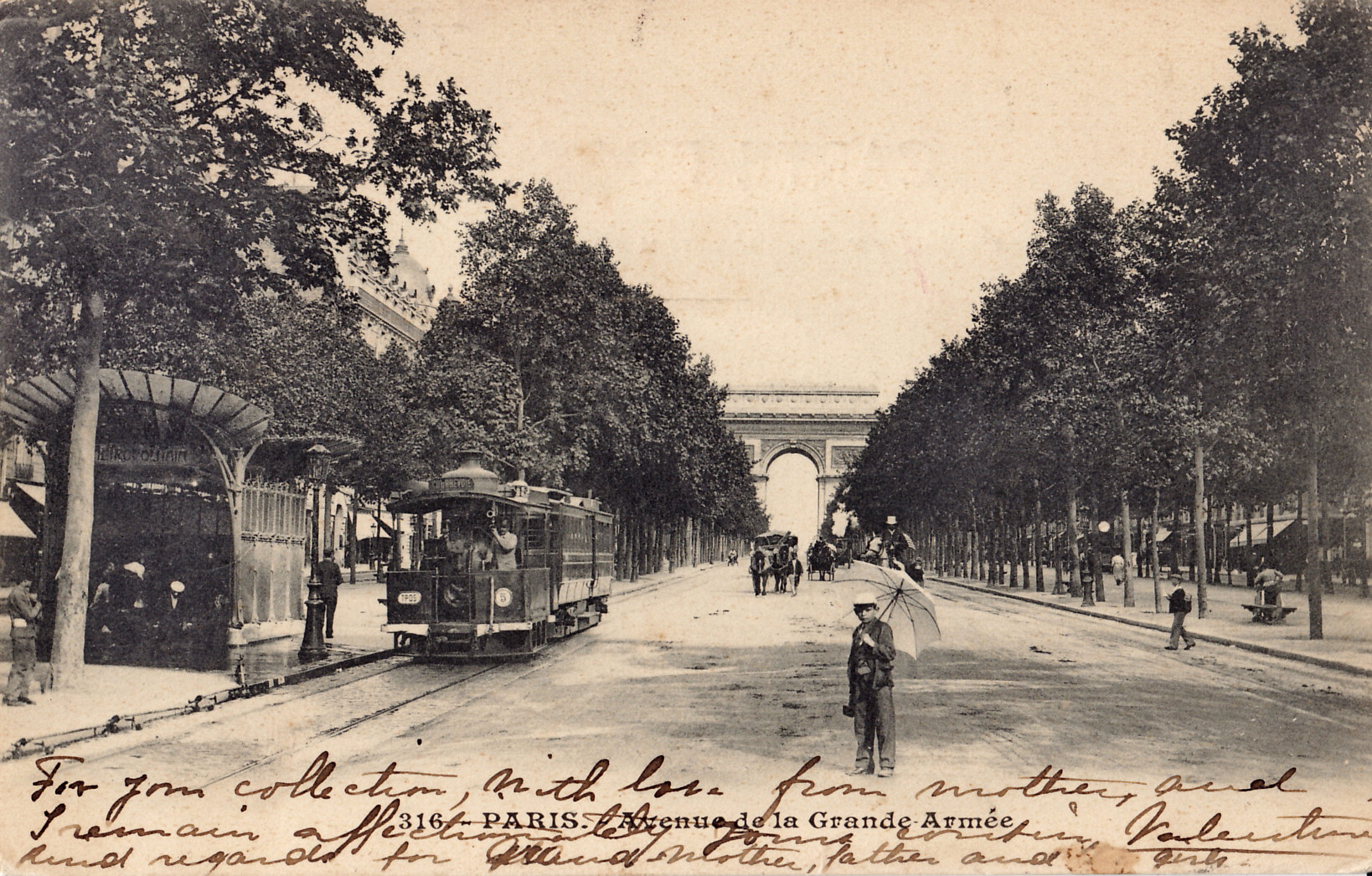
Ehemaliges Zugangsbauwerk von Hector Guimard (links), 1902

Argentine [aʁʒɑ̃tin] ist eine unterirdische Station der Linie 1 der Pariser Métro.

## Lage
Der U-Bahnhof befindet sich an der Grenze des Quartier de Chaillot im 16. Arrondissement mit dem Quartier des Ternes im 17. Arrondissement von Paris. Er liegt längs unter der Avenue de la Grande-Armée in Höhe der einmündenden Rue Villaret de Joyeuse.

## Name
Namengebend ist die dort in die Avenue de la Grande-Armée mündende Rue d’Argentine. Argentinien (fr: Argentine) ist nach Fläche und Bevölkerung das zweitgrößte Land Südamerikas. Den Namen erhielt die Rue d’Obligado 1947 nach einem Besuch Eva Peróns, der zweiten Frau des argentinischen Präsidenten Juan Perón, in Paris. Damit bedankte sich Frankreich für die argentinische Lebensmittelhilfe in der Zeit nach dem Zweiten Weltkrieg.
Bis zum 25. Mai 1948 hieß die Station „Obligado“. Vuelta de Obligado ist der Name eines Engpasses des Río Paraná in Argentinien, nahe dessen Mündung in den Río de la Plata. Dort erzwang am 20. November 1845 ein französisch-englisches Geschwader den Durchbruch gegen die Truppen des argentinischen Diktators Juan Manuel de Rosas.

## Geschichte
Die Station wurde am 1. September 1900, sechs Wochen nach der Eröffnung der Linie 1 zwischen Porte de Vincennes und Porte Maillot, als einer der ersten Pariser Untergrundbahnhöfe eröffnet. Bis zu ihrer Inbetriebnahme passierten die Züge die Station ohne Halt. Anfang der 1960er Jahre wurde sie von 75 m auf 90 m verlängert und für den Verkehr mit gummibereiften Zügen umgerüstet.
2008 wurde die Station renoviert, die Bahnsteige wurden erhöht. 2009 wurden im Hinblick auf die Einführung des fahrerlosen Betriebs Bahnsteigtüren installiert.

## Beschreibung
Die Station liegt unter einem elliptischen Deckengewölbe. Sie hat gekrümmte, weiß geflieste Seitenwände und Seitenbahnsteige an zwei Streckengleisen. Die 2011 installierten neuen Stationsschilder beinhalten Schautafeln zu argentinischen Themen.
Die beiden Zugänge liegen beiderseits der Avenue de la Grande-Armée östlich der Einmündung der Rue Villaret de Joyeuse. Das von Hector Guimard im Stil des Art nouveau entworfene Zugangsbauwerk an der nördlichen Treppe ist nicht mehr vorhanden.

## Fahrzeuge
Zunächst verkehrten auf der Linie 1 Züge, die aus einem Triebwagen mit nur einem Führerstand und zwei Beiwagen bestanden. Diese Fahrzeuge waren zweiachsig und jeweils knapp neun Meter lang. Bereits 1902 wurden Acht-Wagen-Züge mit je einem Triebwagen an den Zugenden gebildet. Bis 1905 wurden die Triebwagen, ab 1906 auch die Beiwagen durch vierachsige Fahrzeuge auf Drehgestellen ersetzt. 1908 hielten Fünf-Wagen-Züge der Bauart Sprague-Thomson auf der Linie 1 Einzug, die sich dort bis in die 1960er Jahre hielten. Ab Mai 1963 wurden die auf Schienen verkehrenden Sprague-Thomson-Züge sukzessive durch gummibereifte Fahrzeuge der Baureihe MP 59 abgelöst, bis Dezember 1964 herrschte Mischverkehr der zwei Betriebsarten. 1997 folgte die Baureihe MP 89 CC, die mit der Aufnahme des automatischen Betriebs der Baureihe MP 05 wich.